# Ascaris
Ascaris je rod škrkavkovitých hlístic z čeledi Ascarididae. Rod zahrnuje dva velmi významné střevní parazity člověka a prasat. U člověka se vyskytuje Ascaris lumbricoides (škrkavka dětská), parazitující ve střevě lidí v subtropickém a tropickém pásu. Ve středověku se často vyskytovala i u lidí v Evropě. Jedná se o největší hlístici vůbec, která se vyskytuje u člověka. Druhým zástupcem je Ascaris suum, parazitující u prasat domácích i divokých po celém světě.